# Henry Moseley
Henry Gwyn Jeffreys Moseley (født 23. november 1887, død 10. august 1915) var en engelsk fysiker. Hans bidrag til fysikken var baggrunden for det empiriske og kemiske begreb atomnummeret på baggrund af fysiske love. Det stammede fra hans udvikling af Moseleys lov i røntgenspektroskopi. Moseley lov underbygger mange begreber i kemi ved at sortere de kemiske grundstoffer i det periodiske system i en logisk rækkefølge baseret på deres fysik. Han var påvirket af Antonius van den Broek, der havde udgivet sin hypotese i Nature i 1911
Moseley tjente under den britiske hær under 1. verdenskrig og døde under slaget ved Gallipoli i 1915.